# Parcul Național Oderul de Jos
Parcul Național Oderul de Jos, parte a ariei protejate transfrontaliere Oderul de Jos, este un parc național din Germania. Se află pe cursul inferior al fluviului Oder, în nord-estul landului Brandenburg, în districtele administrative Barnim și Uckermark. Acoperă o suprafață de 10.323 hectare și a fost inaugurat în septembrie 1995. Pe teritoriul Germaniei, parcul național este mărginit de rezervația peisagistică Regiunea Parcului Național Oderul de Jos (17.774 ha). Din partea poloneză, se învecinează cu rezervația peisagistică Oderul de Jos (Park Krajobrazowy Dolina Dolnej Odry, aproximativ 6.000 ha) și rezervația peisagistică Cedynia (Cedynski Krajobrazowy Park, aproximativ 30.850 ha).
Conform rezoluției Consiliului de mediu germano-polonez din 1992, teritoriul delimitat între canalul Hohensaaten-Friedrichsthaler și Oder în Germania și cel delimitat între Widuchowa și canalul Skosnica în Polonia este recunoscut drept arie protejată transfrontalieră și poartă numele Parcul Internațional Oderul de Jos. Zona de protecție transfrontalieră acoperă o suprafață totală de 1.172 km² și se întinde pe 60 km de-a lungul Oderului, atât pe malul german, cât și pe cel polonez.

## Caracteristici
Parcul național se întinde pe o lățime de doi până la opt kilometri. În unele locuri, malul de est al Oderului se ridică abrupt până la o altitudine de 100 m deasupra nivelului mării. Malul de vest și canalul Hohensaaten-Friedrichsthaler, săpat paralel cu fluviul, au un relief mai puțin accidentat, plat în preajma comunei Schwedt/Oder.
În parcul național se află unicul polder intact din Germania. Bazinul fluvial a fost segmentat prin diguri și canale artificiale, în baza modelului olandez. Digurile „de iarnă”, amplasate de-a lungul marginii de vest a văii, protejează orașele de inundații nivale, iar digurile „de vară”, întinse de-a lungul Oderului, sunt deschise în fiecare an în noiembrie, astfel încât apa din Oder să poată acoperi întreaga vale și să fie absorbită liber. Luncile polderelor sunt inundate iarna și primăvara. Albia râului, fiind spațioasă, micșorează dramatic riscul de inundație a orașului-port Szczecin.

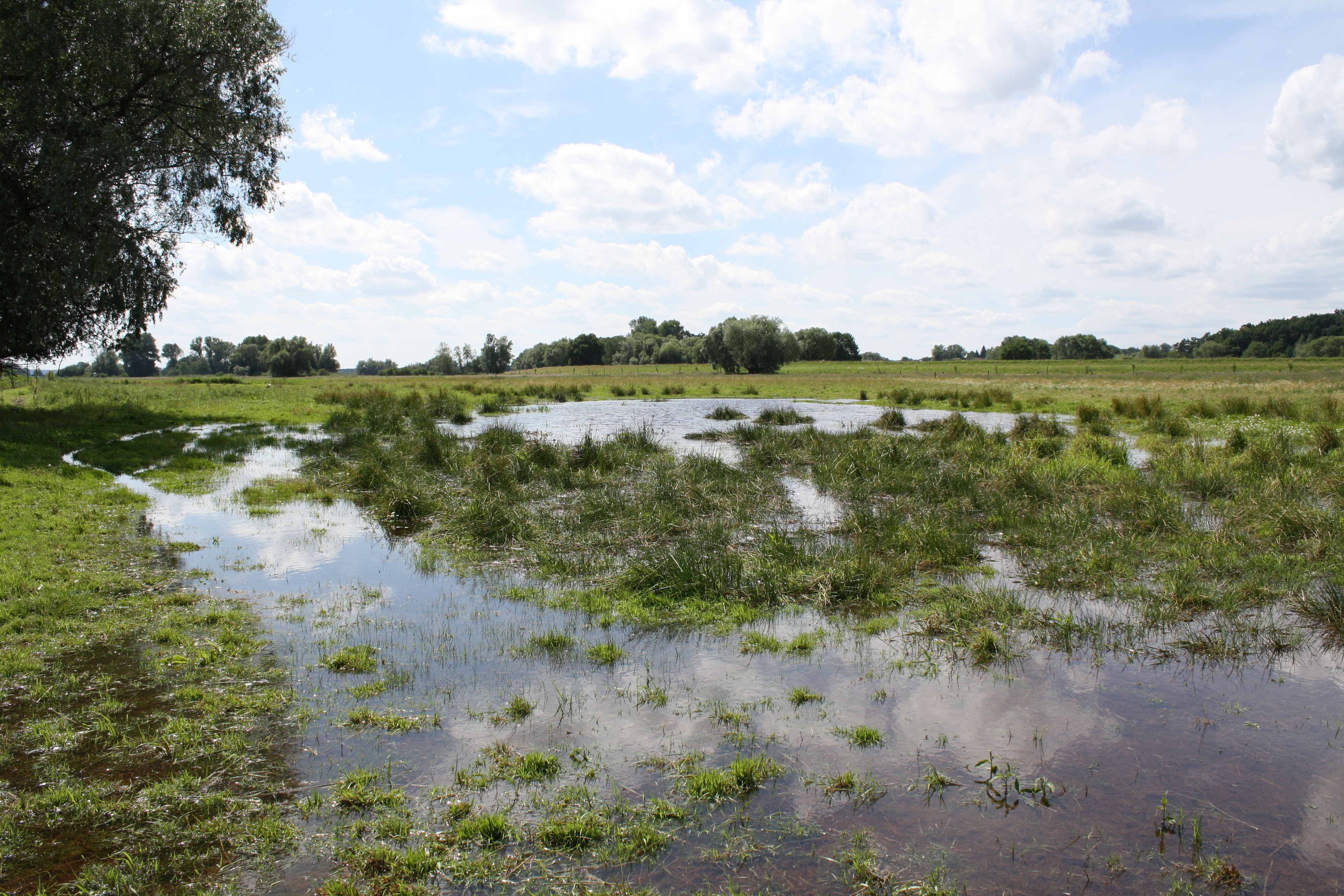
În parcul național există suprafețe semnificative de zone umede

Dacă în aprilie crește nivelul de apă, digurile de vară sunt ridicate, iar apa rămasă este pompată mecanic. Acest lucru permite folosirea pajiștilor pentru pășunat și cosit până toamna.
Lunca întinsă este habitatul preferat al multor specii de plante și animale rare sau protejate. Aceasta găzduiește stoluri de păsări migratoare în popasurile lor. Valea Oderului este mărginită de pante abrupte; pe unii versanți deosebit de abrupți s-au păstrat rămășițe de păduri. Alte zone sunt acoperite de iarbă uscată din cauza pășunatului intensiv care durează de secole.

## Faună

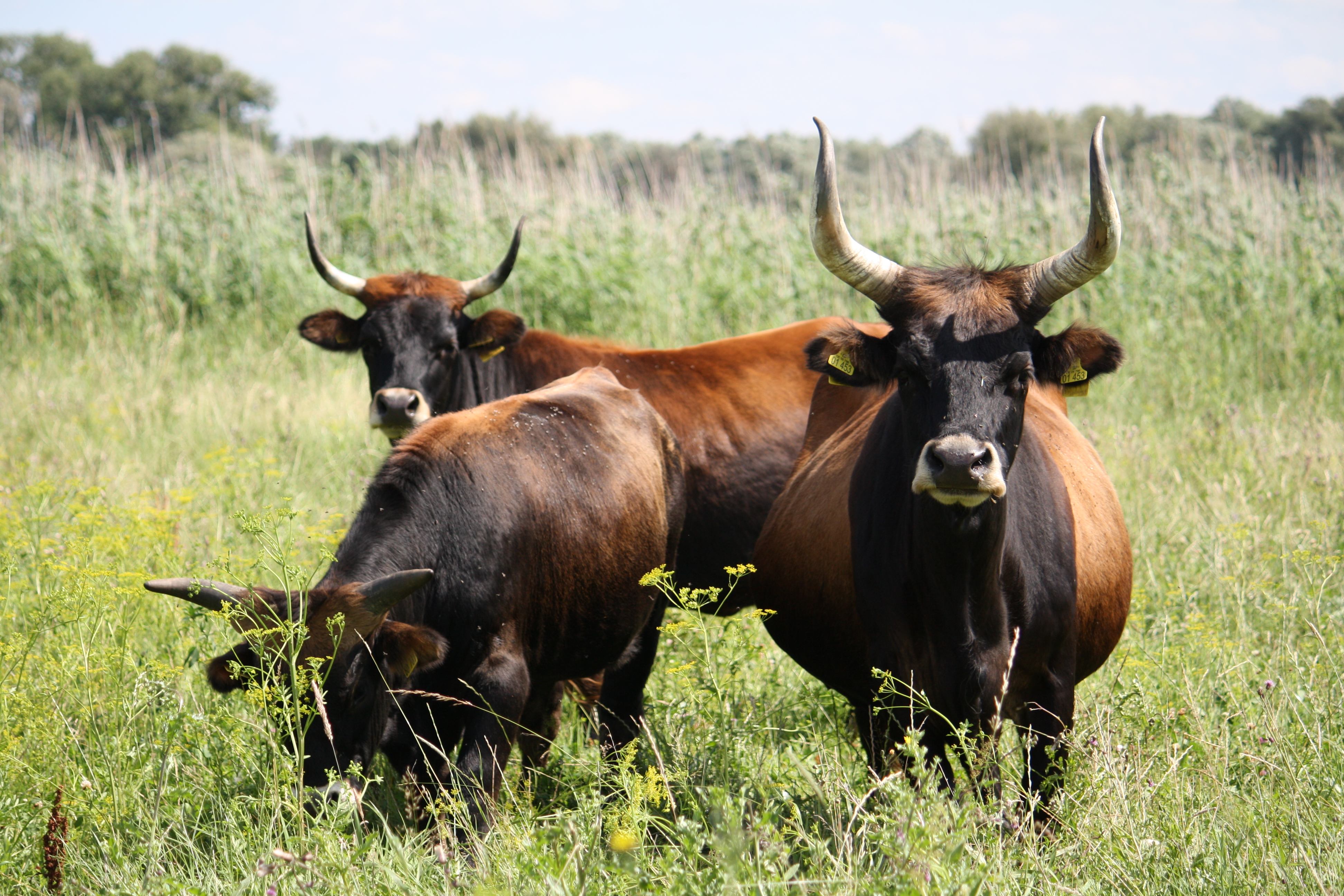
Bovine Heck la păscut

Vidrele, castorii, ereții suri și codalbii sunt specii comune în fauna parcului național.
Din 2002, întreaga suprafață a parcului e parte a ariei de importanță aviafaunistică Defileul Oderului de Jos. Printre păsările migratoare care poposesc aici se numără lebedele de iarnă. Pe teritoriul parcului se reproduc specii rare de păsări de pajiște, precum cristelul de câmp, bătăușul și sitarul de mal, dar și de pădure, ca de exemplu grangurul. Aici se află și cea mai mare colonie de chirighițe negre.
Pot fi observați pescărușul albastru și lăcarul de pipirig, ultimul fiind o specie de pasăre cântătoare pe cale de dispariție în Europa. Berzele albe care cuibăresc pe acoperișurile caselor din satele înconjurătoare sunt deosebit de atractive pentru vizitatorii parcului național. De asemenea, deși sunt foarte rare (numai 3-5 perechi la reproducere), pot fi observate berze negre.
În 2006, în aria protejată și-a făcut apariția cea mai mare colonie de chirighițe cu aripi albe din Germania, fiind înregistrate 50 de perechi și 45 de masculi. Ele au fost atrase de inundațiile relativ îndelungate din regiune. Vara, când s-a încălzit, administrația parcului le-a asigurat condiții bune de reproducere. În același an, în parcul național au cuibărit și mai multe exemplare de chighiriță cu obraz alb, fiind înregistrați 15 pui.
În această regiune a albiei Oderului se adună și mulți cocostârci înainte de migrația lor de toamnă; ei pot fi observați din turnul de la Mescherin.
Arar, parcul este traversat de exemplare de elan.

## Floră

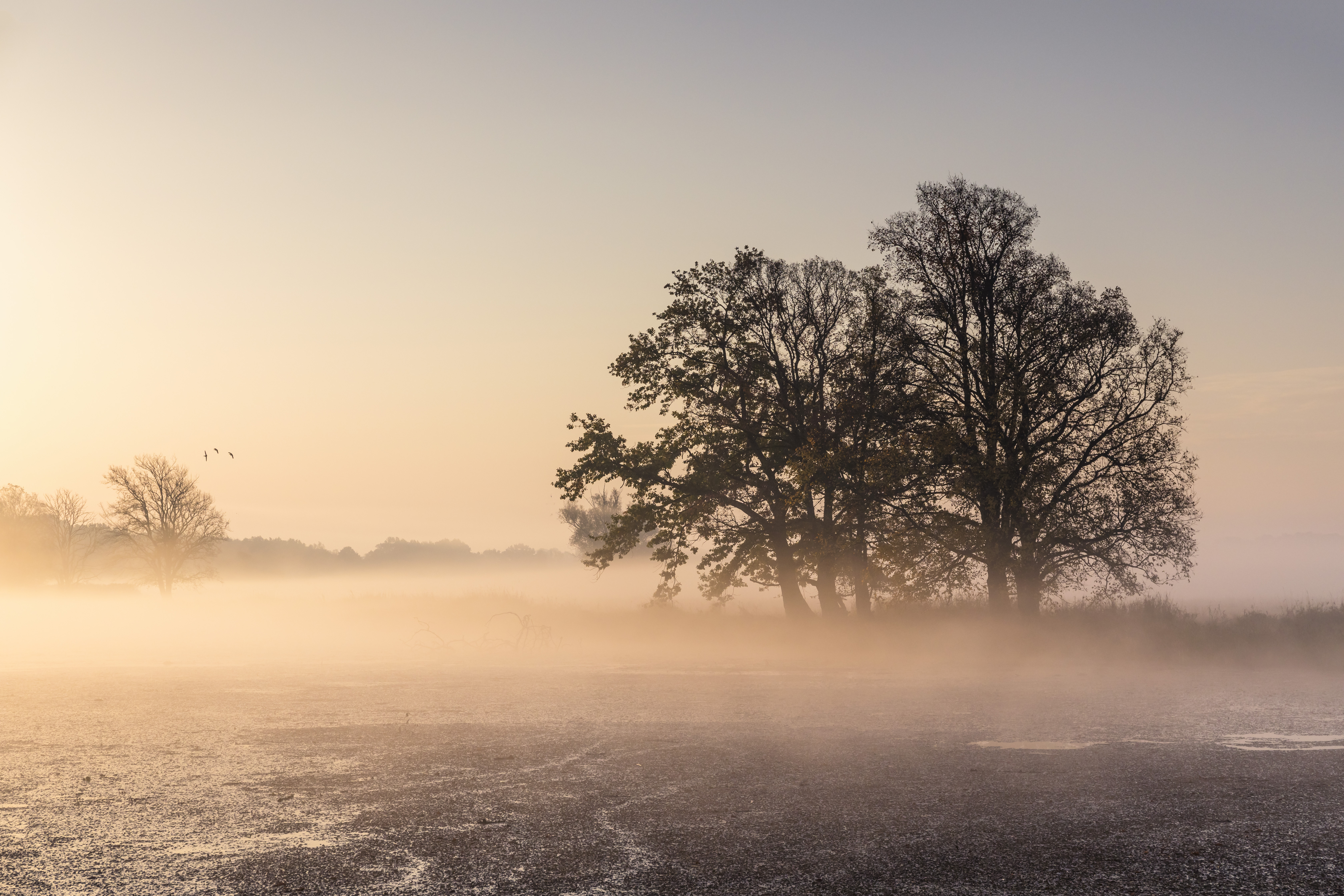
Peisaj de dimineață

Pe lângă zonele de polder, în parcul național există habitate importante pentru speciile rare de animale și plante care preferă versanții. Un exemplu este stejarul pufos, o specie de stejar cu frunze catifelate, foarte rar în Europa Centrală, aparținând vegetației mediteraneene.

## Valoare turistică
Câmpiile joase ale parcului sunt un obiectiv turistic al regiunii, în 2004 numărând în jur de 150.000 de vizitatori. Potențialul turistic era recunoscut încă în primăvara anului 1997, când ministrul de atunci al mediului din Brandenburg Matthias Platzeck estima că vizitatorii parcului și a regiunii adiacente pot aduce anual venituri de 2,6 milioane de mărci germane (1,3 milioane de euro astăzi).
Punctele de plecare ale multor tururi ghidate pe jos și cu bicicleta sunt comuna Schwedt/Oder și centrul parcului național din Criewen. Un segment de 465 km al traseului de ciclism Oder-Neisse se desfășoară pe creasta unuia dintre diguri. Parcul are o rețea de 200 de kilometri de poteci și 52 de trasee marcate pentru ciclism și drumeție.
Ceva mai la sud sunt amplasate ruinele Castelului Stolpe (cunoscut ca „Grützpott”). De la poalele ruinelor castelului se deschide o priveliște pitorească asupra văii Oderului de Jos. Escaladarea castelului este permisă sporadic.

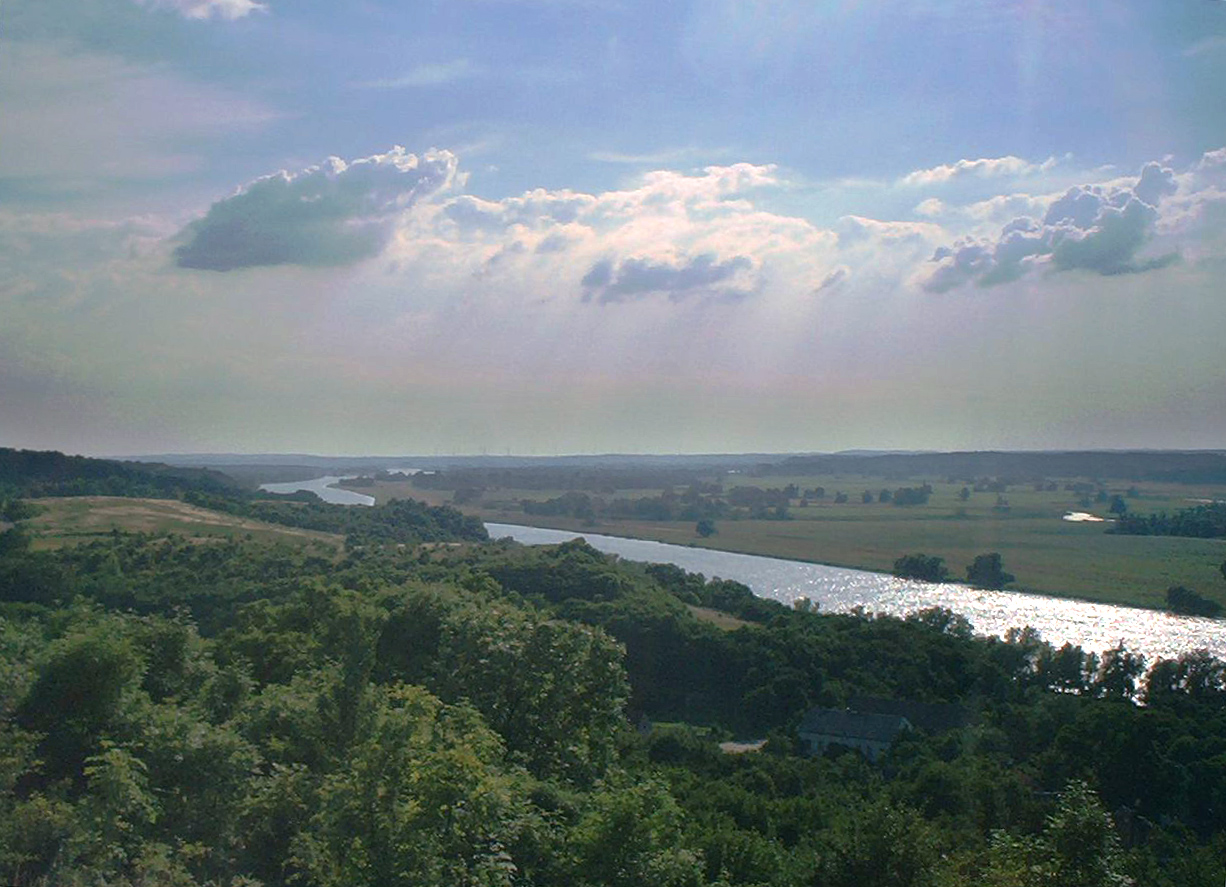
Vedere din Krajnik Dolny (Polonia) asupra Oderului și părții de sud a Parcului Național Oderul de Jos
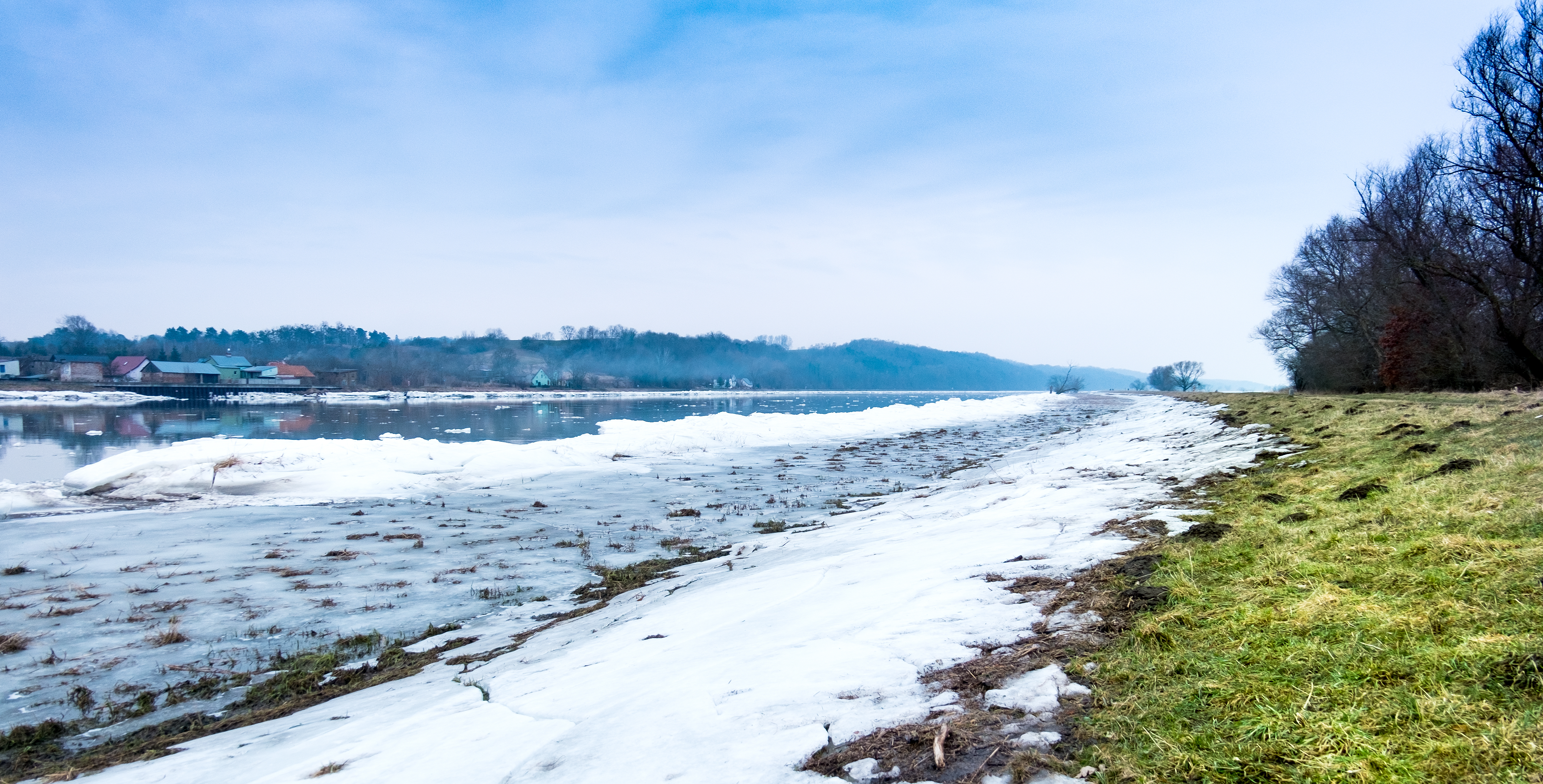
Oderul la Krajnik Dolny, la granița dintre Germania și Polonia
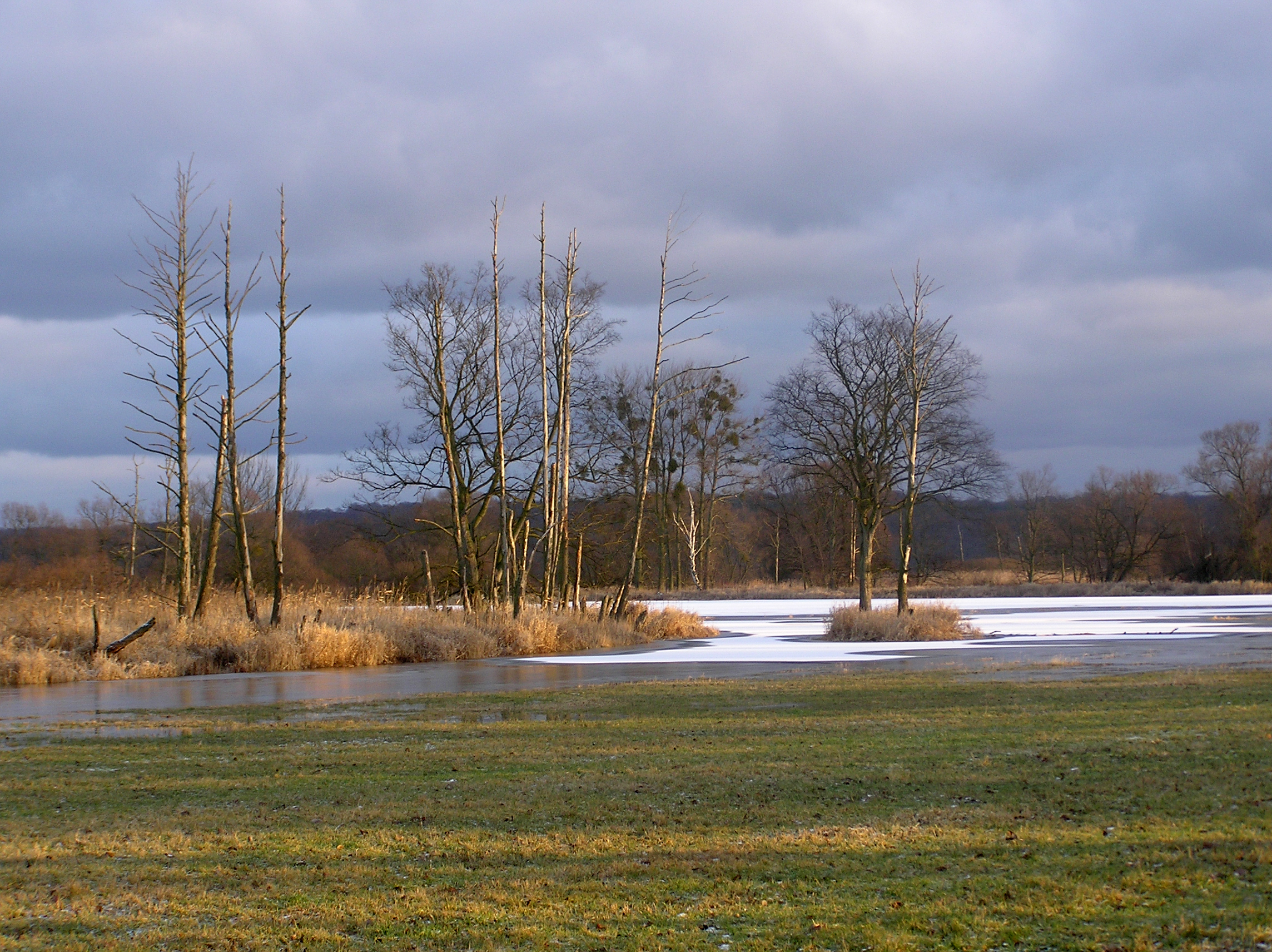
Polder de iarnă lângă Gatow, Schwedt/Oder
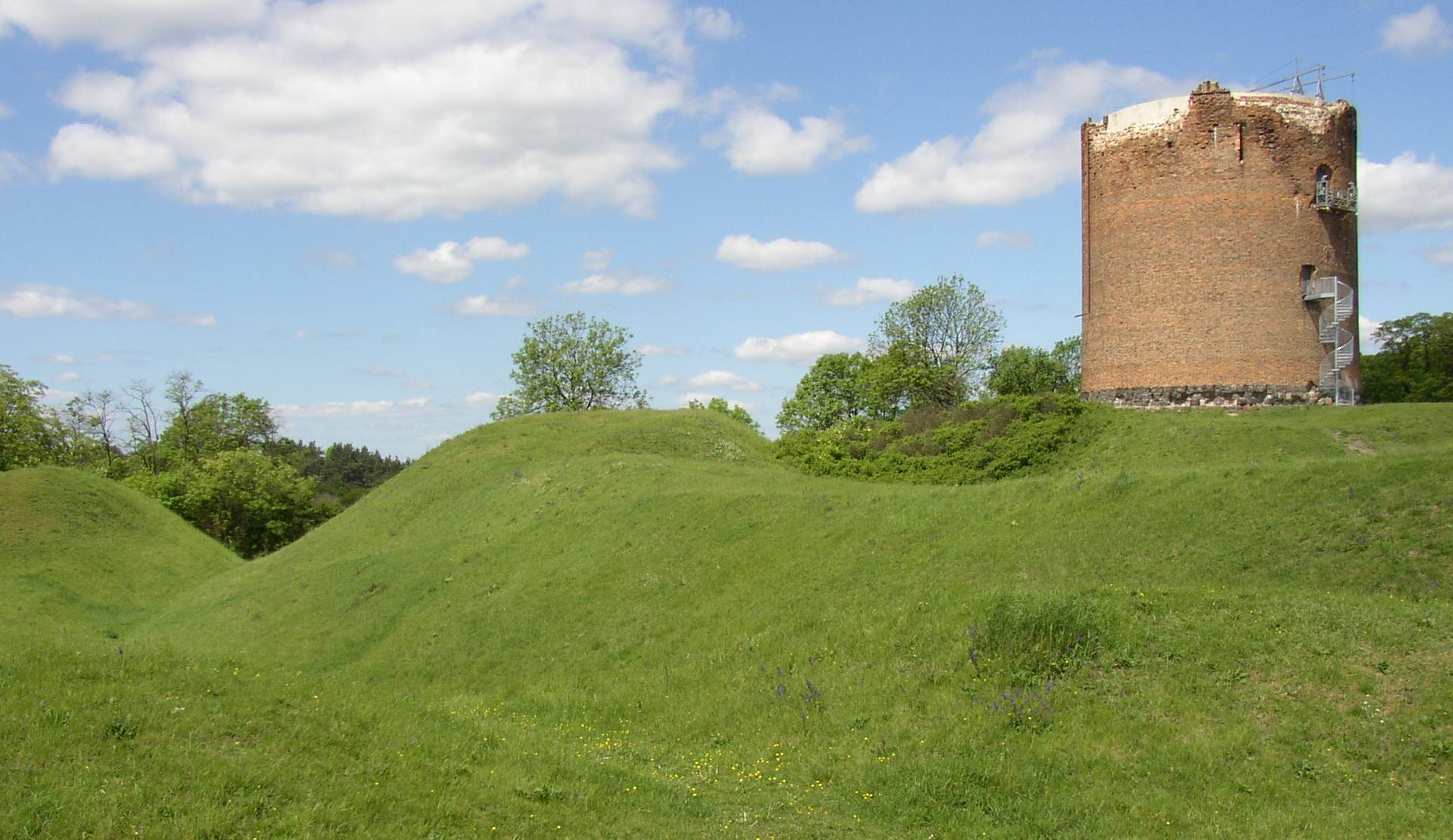
Castelul Stolpe

## Statut de protecție
Conform vechii Legi privind parcul național Oderul de Jos (Nationalparkgesetz – NatPUOG) din 1995 și a amendamentelor ulterioare din 2006, exploatarea economică este limitată la cel mult o jumătate din suprafața parcului, iar ecosistemul natural trebuie să rămână neatins cu excepția sistemelor de protecție împotriva inundațiilor.

## Bibliografie

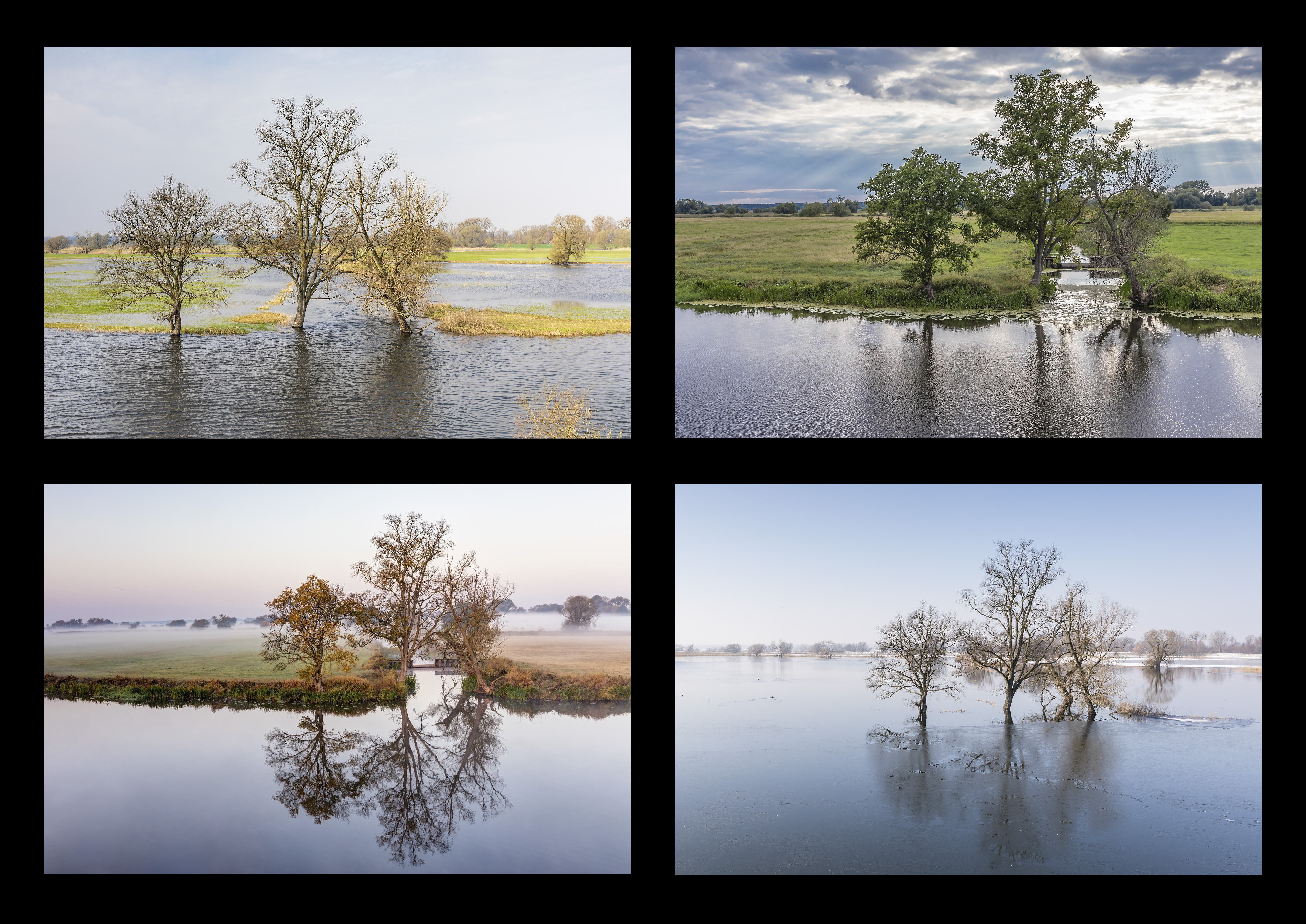
Polder la Schwedt în diferite anotimpuri